# Calcaribracon
Calcaribracon is een geslacht van schildwespen (Braconidae). De wetenschappelijke naam van het geslacht is voor het eerst geldig gepubliceerd in 1986 door Donald L.J. Quicke.
Het is een klein geslacht, dat voorkomt in Queensland (Australië), Nieuw-Guinea, Maleisië, Indonesië, Zuidoost-China en Japan. Deze wespen blijken ectoparasitoïden te zijn van vlinderlarven (Lepidoptera). C. nipponensis gebruikt wespvlinders uit de geslachten Paranthrene en Similipepsis als gastheren; Calcaribracon camaraphilus heeft de sikkelmot Casmara patrona als gastheer.

## Soorten
- Calcaribracon camaraphilus
- Calcaribracon conspiciendus
- Calcaribracon diores
- Calcaribracon ferax
- Calcaribracon nipponensis
- Calcaribracon pasohensis
- Calcaribracon rostratus
- Calcaribracon sarcoseparophilus
- Calcaribracon townesi
- Calcaribracon walkeralis
- Calcaribracon willani